# Національний комітет Естонії

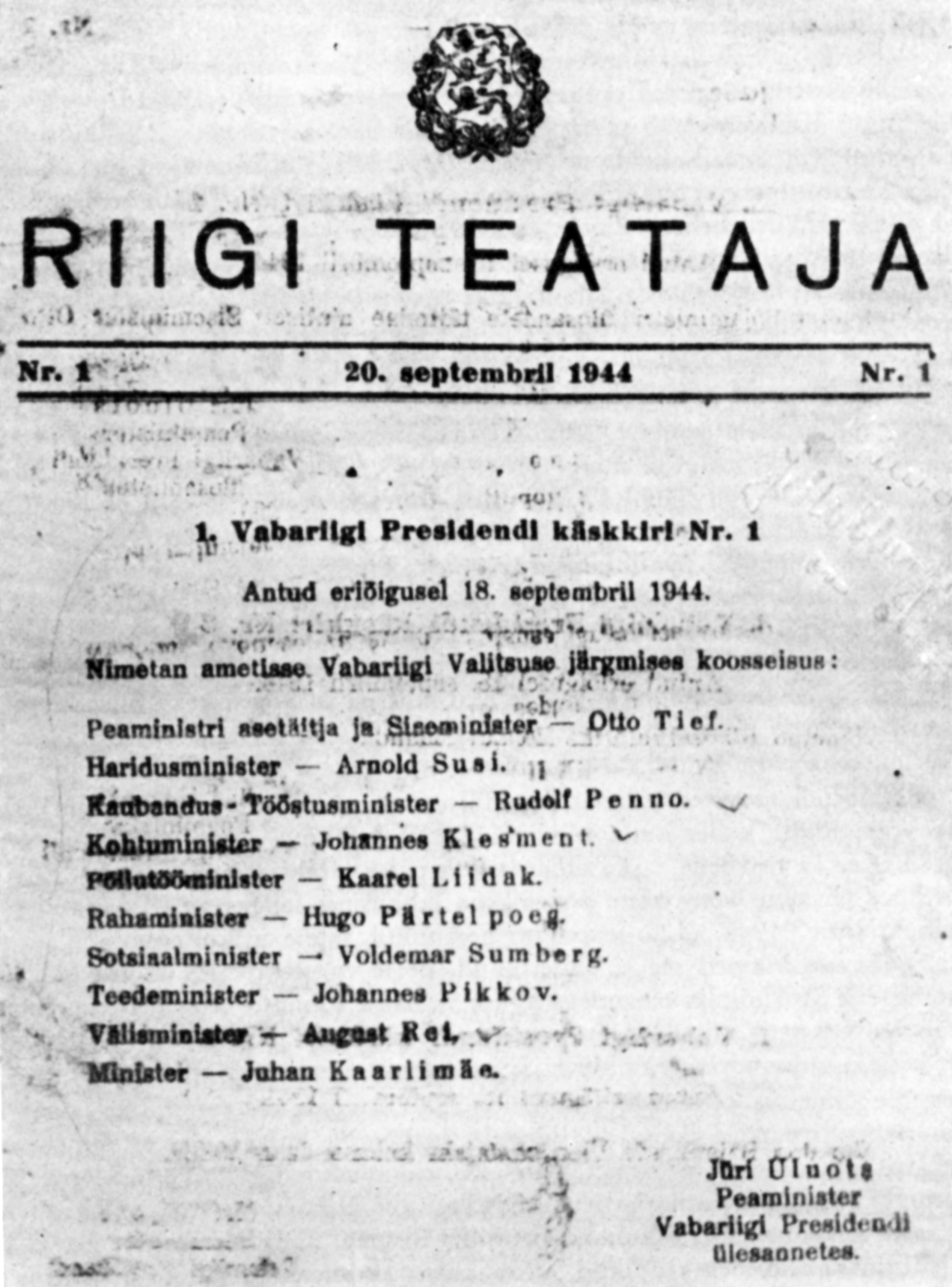
Склад уряду Естонії на чолі з Отто Тійфом затвердженого 18 вересня 1944 був опублікований в офіційному виданні уряду "Riigi Teataja"

Національний комітет Естонії  ест. Eesti Vabariigi Rahvuskomitee (EVR) - передпарламент, що виник в захопленій  Вермахтом  Естонії в кінці  Другої світової війни. Комітет був створений політиками, які представляли партії, що існували в довоєнній Естонській Республіці, в тому числі  відсторонений від влади окупаційними радянськими військами  в 1940 році прем'єр-міністр Естонії Юрі Улуотс, який став в.о. Президента Естонії у вигнанні після арешту окупаційною радянською владою  Президента Естонії Костянтина Пятса. Останнім актом Національного комітету Естонії було створення Уряду Отто Тіїфа.

## Історія
З моменту виникнення Національний Комітет підтримало багато політиків з числа тих, що знаходилися в той час в Естонії, включно з представниками як проурядового, так і опозиційного крила політичної еліти другої половини 1930-х років. Метою комітету було відновлення незалежності Естонії на підставі принципу правонаступництва Естонської Республіки.
Перше засідання Комітету відбулося 14 лютого, друге – 23 березня 1944 р. Головою правління був обраний Каарел Лідак (Лійдеман), членами – Ернст Кулль, Оскар Мянд, Оскар Густавсон, Юхан Рейго і Юхан Каарлімяе. В березні 1944 року адміністрація Мяе Гяльмар - Карла-Зігмунда Ліцмана визнала EVR (Естонський визвольний комітет), оскільки EVR погодився підтримати мобілізацію жителів Естонії в німецьку армію. Діяльність EVR була помітно ослаблена арештом у квітні 1944 р. німецькою поліцією безпеки багатьох членів комітету і вимушеним відходом в підпілля тих, що залишилися на волі. У липні Національний комітет відновив свою діяльність. В члени Комітету був кооптований Отто Тіїф, який в умовах підпілля став контактною особою між EVR і Юрі Улуотсом.
1 серпня Національный Комітет проголосив себе носієм вищої державної влади в Естонії. Комітет опублікував декларацію і так визначив свої задачі: 
здійснення державної влади до вступу в Естонії в дію конституційних органів, а особливо організація захисту Естонської держави і народу.— Заклик Національного комітету Естонської Республіки від 1 серпня 1944 р.

## Уряд Отто Тііфа
18 серпня призначений Комітетом тимчасовим президентом Юрі Улуотс приступив до формування національного уряду на чолі з Отто Тіїфом, який до цього часу був обраний керівником Національного комітету.  Наступного дня, 19 серпня Юрі Улуотс вийшов у ефір із закликом докласти всіх зусиль для боротьби з  наступаючими окупаційними військами Червоної Армії і вступати в німецькі формування. 25 серпня на засіданні Комітету Юрі Улуотс оголосив склад пропонованого ним уряду і ті з його членів, хто ще не входив до складу EVR, були туди кооптовані. Після рішення німців вивести війська з Естонії, Ю. Улуотс 18 вересня 1944 затвердив уряд на чолі з О. Тіїфом.  21 вересня на вежі «Довгий Герман» в Талліні поруч з німецьким військовим прапором (нім. die  Reichskriegsflagge) був урочисто піднятий менший за розміром синьо-чорно-білий прапор Естонії.
Після вступу влади уряду Отто Тіїфа в силу Національний комітет Естонської Республіки припинив свою діяльність 20 вересня 1944 р. 
Одним з перших кроків уряду Тіїфа було проголошення нейтралітету у війні. За короткий термін свого існування Уряд Отто Тіїфа встиг видати два номери « Державного Вісника». Уряд Отто Тіїфа проіснував два дні в період між відступом німецьких військ з Таллінну і його окупацією радянськими військами. 21 вересня більшість членів уряду Тіїфа покинули Таллінн. Тут залишився тільки Отто Тіїф і кілька його колег, які виїхали з Таллінна вранці 22 вересня, безпосередньо перед вторгненням червоноармійських танкових частин.
22 вересня окупаційні частини Червоної армії атакували Таллінн. Зайнявши місто, Червона Армія зняла синьо-чорно-білий прапор з вежі « Довгого Германа» і замість нього був піднятий прапор СРСР. 7 членів уряду Тіїфа, включно з ним самим заарештувало НКВС, Яан Майде був засуджений до розстрілу, Тіїф отримав 10 років, Арнольд Сузі і Хуго Пяртельпоег — 8 років, Вольдемар Сумберг, Йоганнес Пікков і Юхан Каарлімяе — 5 років, всі засуджені до таборів були позбавлені громадянських прав на 5 років після відбуття терміну ув'язнення .

## Склад уряду Отто Тійфа
18 вересня 1944 року виконувач обов'язків Президента Республіки і прем'єр-міністра Юрі Улуотс призначив уряд під керівництвом заступника прем'єр-міністра Отто Тіїфа в складі: 
- Отто Тіїф - виконувач обов'язків прем'єр-міністра і міністр внутрішніх справ.
- Йоган Хольберг - військовий міністр, пізніше був виведений зі складу уряду [8]
- Хуго Пяртельпоег - міністр фінансів
- Йоганнес Пікков - міністр шляхів сполучення
- Рудольф Пенно - міністр торгівлі та промисловості
- Аугуст Рей - міністр закордонних справ
- Юхан Каарлімяе - міністр без портфеля
- Арнольд Сузі - міністр освіти
- Каарел Лійдак - міністр сільського господарства
- Вольдемар Сумберг - міністр соціальних справ
- Йоганнес Клесмент - міністр юстиції

Також до складу уряду увійшли.
- Оскар Густавсон - державний контролер
- Гельмут Маанді [9] - державний секретар
- Ендель Інгліст - заступник держсекретаря
- Яан Майде - Головнокомандувач Збройних Сил
- Ріхард Евела - канцлер юстиції
- Юхан Рейг - начальник внутрішньої охорони.

## Див. Також
- Таллінська операція (1944)
- Уряд Естонії у вигнанні
- Вільгельм Канаріс